# Tavíkovice

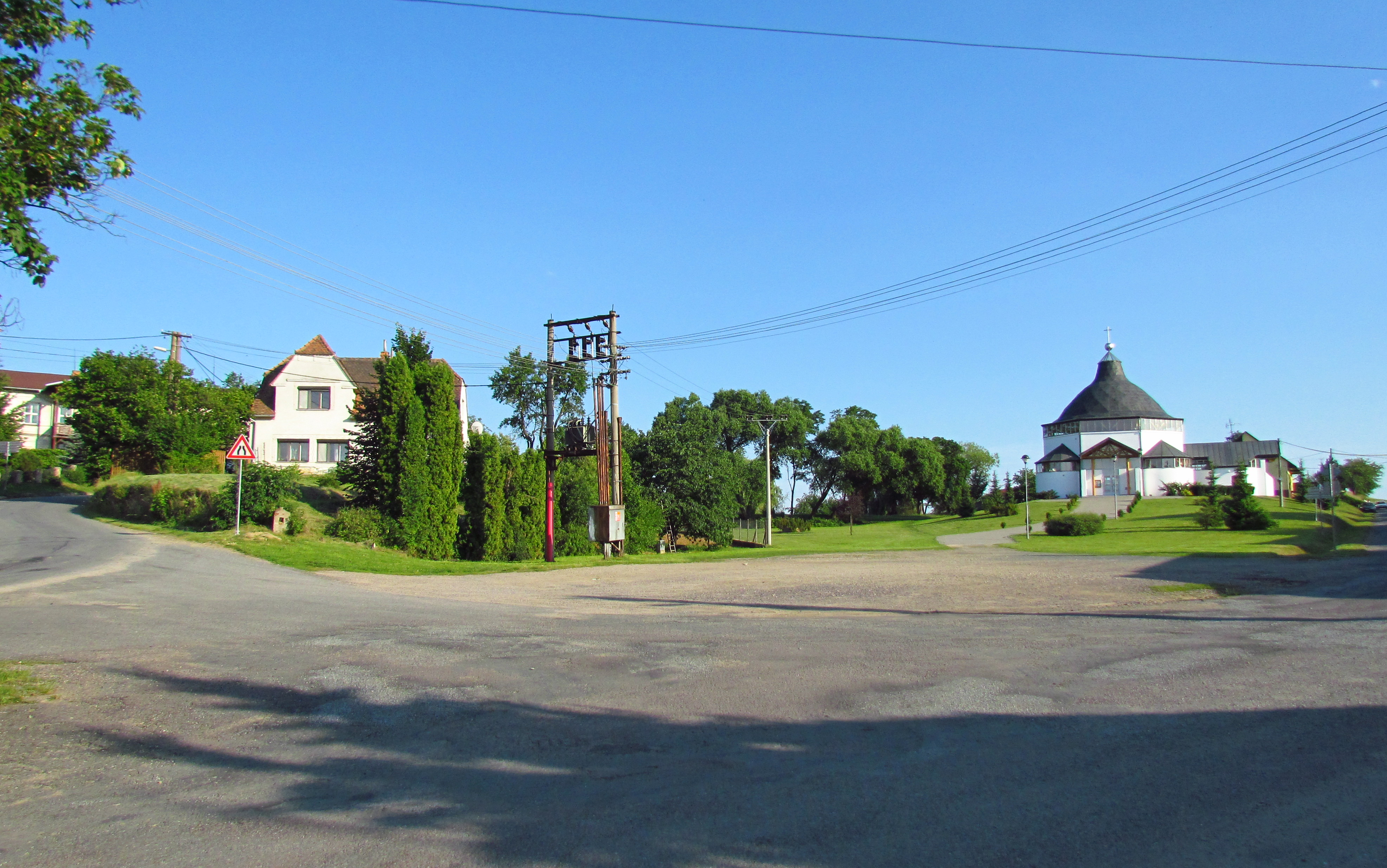
Ortszentrum mit Kirche

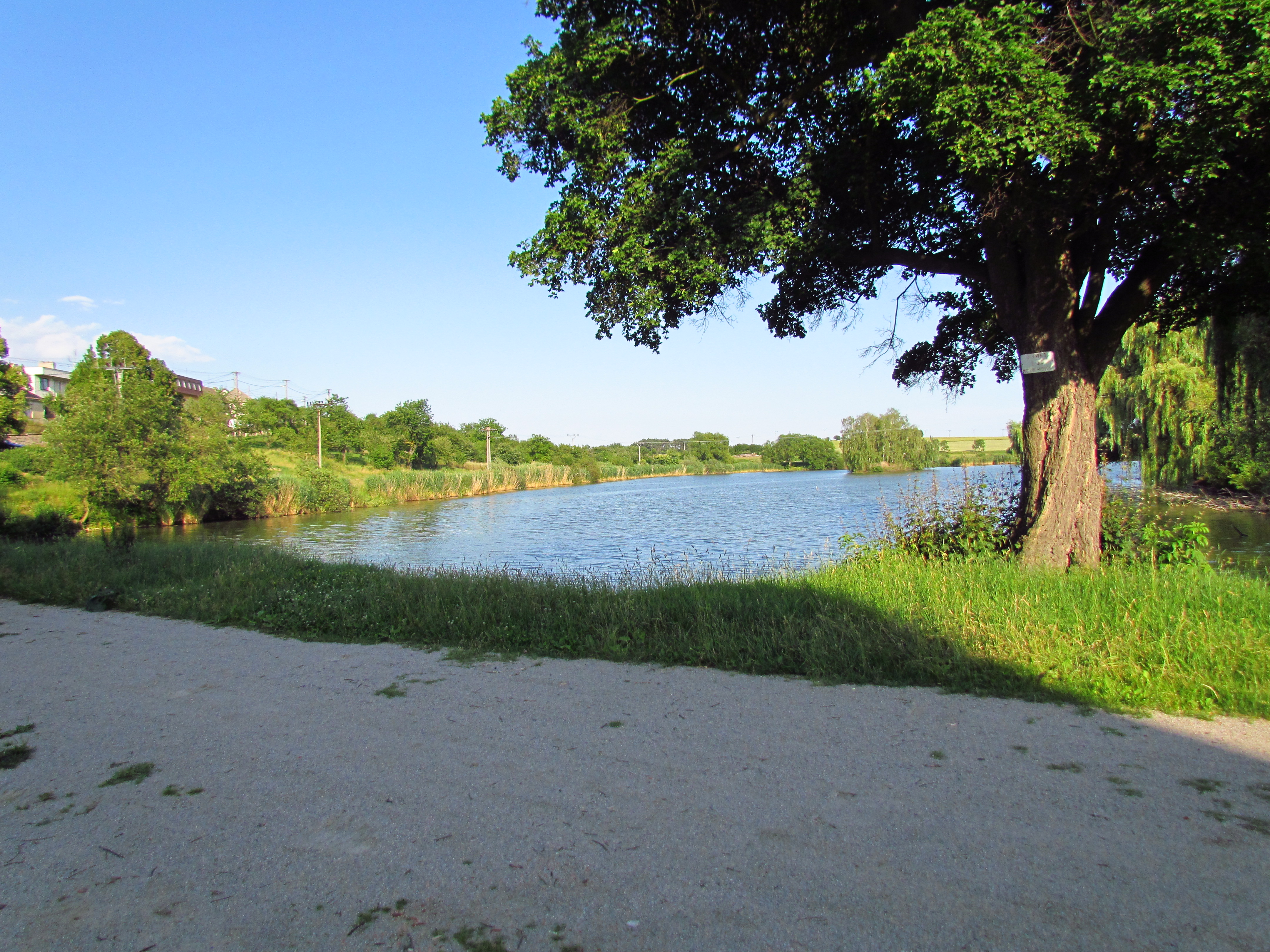
Teich Kacíř

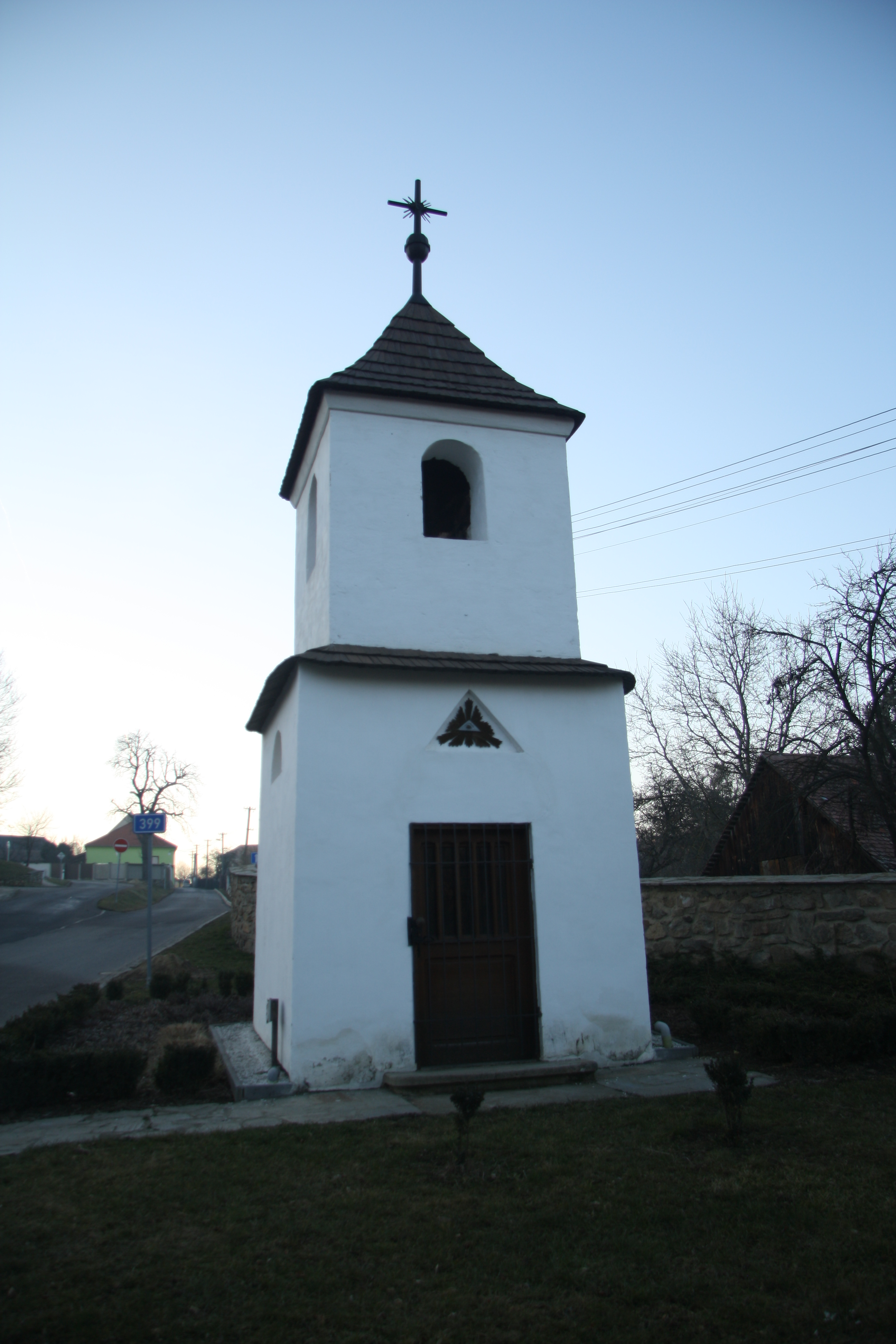
Kapelle

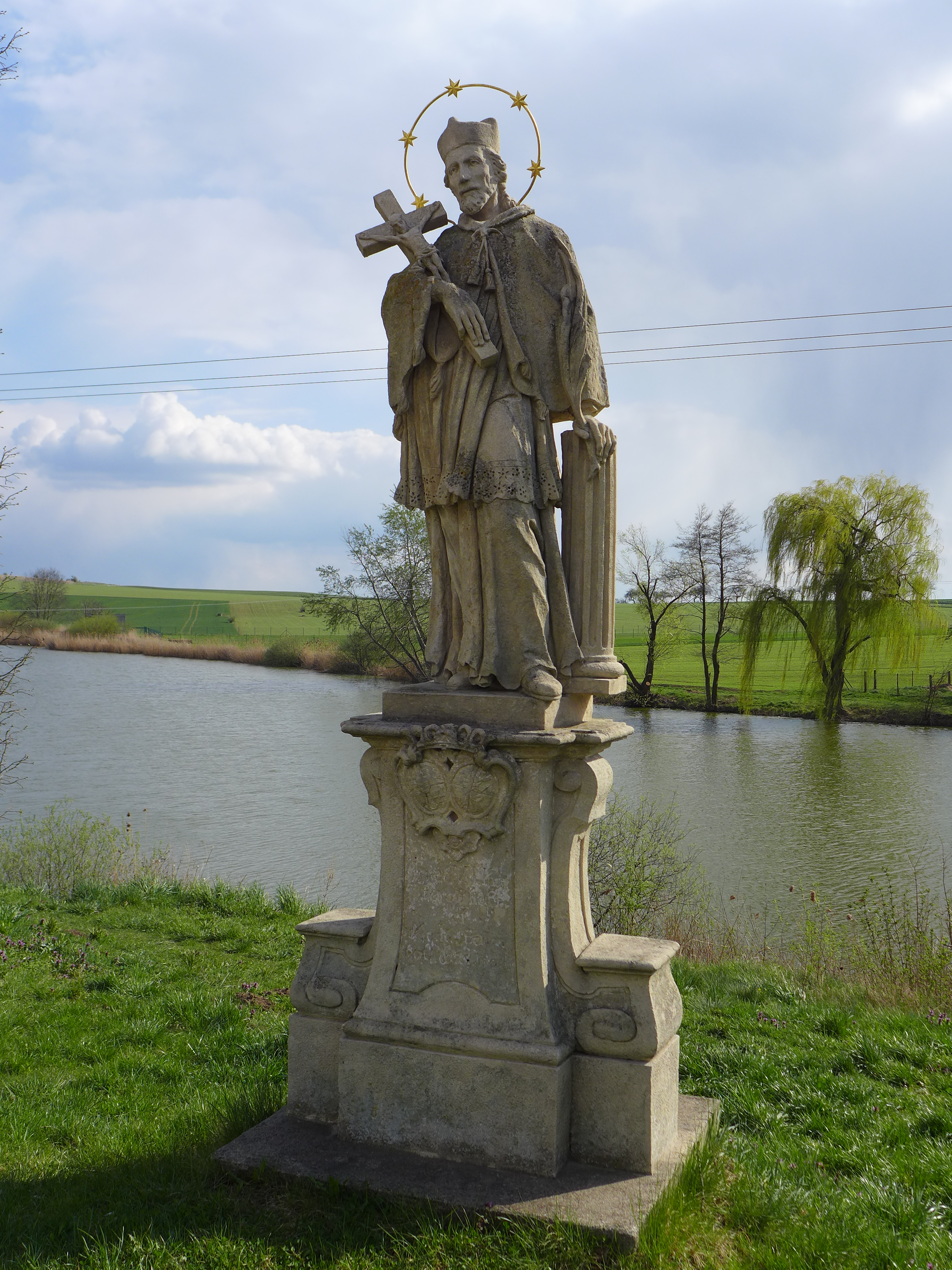
Statue des hl. Johannes von Nepomuk

Tavíkovice (deutsch Taikowitz, auch Tajkowitz) ist eine Gemeinde in Tschechien. Sie liegt 21 Kilometer nördlich von Znojmo und gehört zum Okres Znojmo.

## Geographie
Tavíkovice befindet sich rechtsseitig über dem Tal der Rokytná am Rande des gleichnamigen Naturparks in der Jevišovická pahorkatina (Jaispitzer Hügelland). Durch das Dorf fließt – verrohrt – der Bach Tavíkovický potok, der am südöstlichen Ortsrand im Teich Kačíř aufgestaut wird. Nördlich erhebt sich der Na Besídce (387 m. n.m.), im Nordosten der Klobouček (389 m. n.m.), östlich der U Boroví (392 m. n.m.) und der Toufary (388 m. n.m.), im Süden die Jezírka (384 m. n.m.), westlich die Stínadla (378 m. n.m.) sowie im Nordwesten die Cibuluška (418 m. n.m.). Durch den Ort verläuft die Staatsstraße II/399 zwischen Znojmo und Hrotovice.
Nachbarorte sind Šemíkovice im Norden, Bendův Mlýn, Kordula und Rešice im Nordosten, Čermákovice und Horní Kounice im Osten, Karolín, Pustý Zámek, Džbánice und Medlice im Südosten, Přeskače im Süden, Běhařovice und Dobronice im Südwesten, Újezd und Vilímův Mlýn im Westen sowie Přešovice im Nordwesten.

## Geschichte
Das Dorf wurde vermutlich im 11. Jahrhundert angelegt und nach seinem Gründer Tavík benannt. Die erste urkundliche Erwähnung erfolgte im Jahre 1349 in der Brünner Landtafel als Besitz der Vladiken Bedřich und Dipold von Tavíkovice bzw. Víkovice. Bedřich vererbte seinen Teil seinem Sohn Heinrich, der die Feste, den Hof und eine Mühle 1358 an Artleb von Lechonice verkaufte. Wenig später erwarb Wošek von Slawikowic diesen Anteil und veräußerte die Feste mit einem Weingarten, Mühle und Ackerland 1360 an Johann Schößel von Pirnitz, der den Besitz vier Jahre später dem Drschek von Lesonice verkaufte. 1375 veräußerten die Brüder Niklas und Wlček von Tavíkovice ihren Freihof an Johann von Tavíkovice. Nach 1437 erwarben die Besitzer des Gutes Tavíkovice den größten Teil von Přeskače. Während des böhmisch-ungarischen Krieges beschlagnahmte der ungarische König Matthias Corvinus im Jahre 1468 das Ludwig von Tavíkovice, einem Anhänger Georg von Podiebrads, gehörige Gutes Tavíkovice und schenkte es der Stadt Znaim, die es jedoch nicht lange halten konnte. 1494 überschrieb Barbara von Tykowic dem Johann von Zástřizl zwei Höfe in Tavíkovice, von denen der untere wüst lag. König Wladislaw Jagiello entließ das Heinrich von Tavíkovice gehörige Gut 1495 aus dem Lehen. Nach Heinrichs Tod erbten dessen drei Schwestern die Herrschaft Tavíkovice mit Dobronice und Přeskače zu gleichen Teilen. Anna, Margarethe und Katharina von Tavíkovice überschrieben ihre Anteile am Dorf, der Feste dem Hof und der Mühle 1498 an Ulrich von Náchod, der die Herrschaft umgehend an Prokop Zajímač von Kunstadt weiterreichte. Um 1520 erbte dessen Sohn Jan Zajímač von Kunstadt die Herrschaft. Als mit dessen Tod 1548 die Linie der Zajímač von Kunstadt und Lichtenau erlosch, erfolgte der landrechtliche Verkauf die Herrschaft Tavíkovice, zu der noch das Städtchen Běhařovice mit dem dortigen Pfarrpatronat sowie zwei Insassen in Ratišovice hinzugekommen waren, an Johann von Tavíkovice. Die älteste Nachricht über ein Brauhaus stammt von 1550. Johann von Tavíkovice kaufte 1551 von den Brüdern von Pernstein noch das Dorf Šemíkovice hinzu. Im Jahr darauf überschrieb er die Herrschaft einschließlich sechs Insassen in Přešovice der Anna von Wrchowišť, die darauf ihren Mann Wenzel von Tavíkovice in Gemeinschaft nahm. Die Herrschaft besaß ein eigenes Halsgericht; der Name des über einer Flussschleife der Rokytná gelegenen Waldes Stínadla (zu deutsch Richtstätte) ist darauf zurückzuführen. In der Mitte des 16. Jahrhunderts wurde das Dorf zu einem Zentrum der Täufer. Wenzel von Tavíkovice hinterließ die Herrschaft nach 1570 seiner Tochter Eva von Waldstein, der 1575 von Kaiser Maximilian II. das Recht zur letztwilligen Verfügung darüber erteilt wurde. 1590 vererbte sie die Herrschaften Tavíkovice und Police ihrem zweiten Mann Georg Christoph Teuffel von Gundersdorf. Dieser ließ die Feste zu einem Schloss umbauen und in Běhařovice eine große evangelische Kirche errichten. Er hinterließ seinen Kindern hohe Schulden, so dass das Landrecht die Herrschaft Tavíkovice 1608 für 53.000 Mährische Gulden an Georg Hoditzky von Hoditz auf Platsch verkaufte. Hoditzky setzte 1612 seinen ältesten Sohn als Erben ein; erteilte zugleich seiner Frau Maria Anna, geborene von Náchod, ein lebenslanges Nutzungsrecht. Nach der Schlacht am Weißen Berg plünderten zwischen dem 14. und 16. Dezember 1620 Truppen des kaiserlichen Obristen Fugger das Dorf. Am 6. und 7. Januar 1622 fiel Fugger erneut in Tavíkovice ein und brannte einen Teil des Dorfer nieder. Die Witwe Maria Anna von Hoditz verkaufte 1629 die Herrschaft Tavíkovice mit allem Zubehör, darunter eine Brauerei, Mühlen, einen Schafhof, den neuen Hof Křstěnký, Obst, Zier- und Weingärten für 40.000 mährische Gulden an Andreas Freiherr von Osteschau. Nachfolgende Besitzer waren dessen Söhne Niklas Hynek und Johann Georg, die 1651 ihre Güter teilten, wobei Niklas Hynek Tavíkovice und sein Bruder Myslibořice erhielt. Danach folgte Niklas Hyneks Sohn Johann Georg d. J. von Osteschau. Dessen Witwe Maria Katharina Dubský, geborene Vogt, und die Schwester Franziska Elisabeth von Slawikowic verkauften die Herrschaft am 25. Juni 1679 zugunsten der Kinder des Verstorbenen für 35.300 Mährische Gulden an den Landeshauptmann der Grafschaft Glatz, Michael Wenzel von Althann, der sie 1685 für 38.300 Mährische Gulden an den Oberstlandrichter Johann Max Kobylka von Schönwiesen veräußerte. Dessen Sohn Ignaz Felix Kobylka von Schönwiesen hinterließ die Herrschaft 1721 seiner Witwe Theresia, geborene Kotulinsky von Kotulin. Sie schenkte sie gegen 2000 Gulden und gute Aushaltung ihrem Bruder Joseph Kotulinsky von Kotulin. Am 14. März 1738 veräußerte dieser die Herrschaft für 140.000 Rheinische Gulden an Georg Gottfried von Koch. 1746 erbten dessen Söhne David Heinrich Joseph und Ignaz von Koch die Herrschaft zunächst gemeinschaftlich; im Januar 1747 wurde David Heinrich Joseph von Koch gegen Auszahlung seines Bruders alleiniger Grundherr. Koch, der keine Nachkommen hatte, stiftete 1749 in Běhařovice ein Spital. Nach seinem Tode fiel das Erbe 1753 seinen Neffen Gottfried und Johann Baptist von Koch sowie der Witwe zu. Neben der üblichen Land- und Forstwirtschaft betrieb die Herrschaft eine Brauerei, die 1750 einen Ausstoß von 296 Fass Bier hatte, eine Hefnerei und eine Pottaschesiederei; außer dem Weinberg im Dorf besaß die Herrschaft einen weiteren in Džbánice. In der herrschaftlichen Schänke außer dem Taikowitzer Bier jährlich auch 17 Eimer Wein ausgeschenkt. Die Wasserkraft der Rokytná und der herrschaftlichen Teiche am Tavíkovický potok wurden zum Betrieb mehrerer Mühlen genutzt. Nach zehnjähriger gemeinschaftlicher Güterverwaltung überließ der Hofrat Gottfried von Koch 1763 seine Hälfte für 75.250 Rheinische Gulden seinem jüngeren Bruder. Nachdem der Generalmajor Johann Baptist von Koch 1782 ohne Erben verstorben war, fiel die Herrschaft seinem Bruder zu. Wegen Gottfried von Kochs immenser Verschuldung wurde die Herrschaft Taikowitz 1790 meistbietend versteigert; für knapp 132.000 Gulden kaufte sie der k.k. General Friedrich Landgraf zu Fürstenberg. Während der Napoleonischen Kriege wurde die gesamte Herrschaft in den Jahren 1805 und 1809 durch französische Truppen geplündert. 1815 erwarb die Witwe Josepha von Fürstenberg, geborene Gräfin von Žerotin, die Herrschaft von ihren Miterben.
Im Jahre 1834 umfasste die im Znaimer Kreis gelegene Allodialherrschaft Taikowitz das Städtchen Bihařowitz, die Dörfer Taikowitz, Dobronitz, Přeskatsch und Samikowitz sowie sechs Häuser von Přeschowitz, in denen insgesamt 1470 mährischsprachige Katholiken lebten. Die Nutzfläche umfasste 4475 Joch 1532 Quadratklafter. Haupterwerbsquelle bildete die Landwirtschaft. Die Herrschaft unterhielt drei Meierhöfe in Taikowitz, Přeskatsch und Dobronitz. Die herrschaftlichen Wälder wurden in zwei Forstrevieren bewirtschaftet. Das Dorf Taikowitz bzw. Tawikowice bestand aus 51 Häusern mit 301 Einwohnern. Im Ort gab es ein herrschaftliches Schloss mit Park, Gärtnerhaus und Glashaus, ein Amtshaus, einen Meierhof mit Rinderzucht, einen großen Schafhof, einen Schüttkasten und weitere Wirtschaftsgebäude, ein Brauhaus, ein Branntweinhaus mit Maststall sowie drei Teiche; der Kačíř war der einzige Fischteich der Herrschaft und diente der Karpfenzucht, der Schlossteich wurde als Zierteich und der unterhalb davon gelegene Jordanek zum Betrieb des Brau- und des Branntweinhauses genutzt. Pfarrort war Bihařowitz, die Schule befand sich in Oberkaunitz. Bis zur Mitte des 19. Jahrhunderts wart Taikowitz der Amtsort der gleichnamigen Allodialherrschaft.
Nach der Aufhebung der Patrimonialherrschaften bildete Dyjákovice / Taikowitz ab 1849 einen Ortsteil der Marktgemeinde Běhařovice im Gerichtsbezirk Kromau. Ab 1869 gehörte das Dorf zum Bezirk Mährisch Kromau. Zu dieser Zeit hatte Dyjákovice 313 Einwohner und bestand aus 52 Häusern. Seit den 1870er Jahren wurden alternativ Dyjákovice und Tajkovice als tschechische Ortsnamen verwendet. In den 1880er Jahren löste sich Tavikovice von Běhařovice los und wurde eigenständig. Im Jahre 1896 wurde Tavikovice dem Gerichtsbezirk Hrottowitz zugeordnet. 1898 kaufte der Unternehmer Robert Salomon Goldschmidt die Gutsherrschaft; erwarb 1903 noch das Gut Tulešice sowie zwei Jahre später Horní Kounice und Alinkov. Seit der Jahrhundertwende führt die Gemeinde den tschechischen Namen Tavíkovice. Im Jahre 1900 lebten in Tavíkovice 391 Personen; 1910 waren es 499. Nach dem Ersten Weltkrieg zerfiel der Vielvölkerstaat Österreich-Ungarn, Tavíkovice wurde 1918 Teil der neu gebildeten Tschechoslowakischen Republik. Robert Goldschmidt verlor 1918 in Folge Konkurses einen großen Teil seiner Güter und konnte nur Tavíkovice halten. 1919 entstanden eine Ortsgruppe des Sokol sowie ein Amateurtheater mit dem auch der junge Vítězslav Nezval zusammenarbeitete. In dieser Zeit erlebte die Gemeinde einen großen wirtschaftlichen Aufschwung, zwischen 1920 und 1938 entstanden 37 neue Häuser. Beim Zensus von 1921 lebten in den 90 Häusern der Gemeinde 558 Personen, davon 547 Tschechen und zehn Deutsche. 1923 wurde eine genossenschaftliche Buslinie nach Znaim eröffnet, im Jahr darauf eine Zuckerfabrik und 1928 eine Tankstelle. Die Gründung der Freiwilligen Feuerwehr erfolgte 1929. 1930 bestand Tavíkovice aus 110 Häusern und hatte 580 Einwohner. Die Bewohner des nordwestlichen Teils des Dorfes, die wegen der Lage auf der Höhe an Wassermangel litten, errichteten 1932 in Selbsthilfe ein Wasserwerk. Die Zuckerfabrik stellte 1933 den Betrieb ein. Nach der deutschen Besetzung wurde die Gemeinde 1939 in den Kreis Mährisch Budwitz umgegliedert; bis 1945 gehörte Tavíkovice / Tajkowitz zum Protektorat Böhmen und Mähren. Der Gutsbesitzer Robert Goldschmidt wurde im Mai 1942 zunächst nach Trebitsch deportiert, im Herbst desselben Jahres wurde er im Vernichtungslager Treblinka ermordet. In den letzten Wochen des Zweiten Weltkrieges bildete sich in der Gemeinde ein Partisanengruppe, die einige kleinere Sabotageaktionen durchführte. Am 8. Mai 1945 besetzte die Rote Armee das Dorf. Nach dem Ende des Krieges erfolgte die Wiederherstellung der alten Bezirksstrukturen. Im Jahre 1950 hatte Tavíkovice 523 Einwohner. Im Zuge der Aufhebung des Okres Moravský Krumlov wurde Tavíkovice 1949 dem Okres Moravské Budějovice zugeordnet. Nach der Auflösung des Okres Moravské Budějovice kam die Gemeinde 1960 zum Okres Znojmo. 1964 erfolgte die Eingemeindung von Dobronice und Přeskače. Im Tal der Rokytná entstanden in der zweiten Hälfte des 20. Jahrhunderts mehrere betriebliche Erholungszentren und Pionierlager. In den 1960er Jahren wurde in Tavíkovice eine Berufsschule (Střední odborné učiliště) für Schreiner, Schmiede und Hufschmiede eingerichtet; die Werkstätten befanden sich im ehemaligen Herrenhof, das Schloss diente als Internat. Im Jahre 1990 löste sich Přeskače wieder los und bildete eine eigene Gemeinde. Mitte der 1990er Jahre wurde das Internat aufgelöst, 2005 auch die Schreiner- und Schmiedewerkstätten auf dem Hof. Im November 1997 wurde auf dem Hügel östlich des Dorfes mit dem Bau einer Sozialfürsorgeeinrichtung (Ústav sociální práce) mit 90 Plätzen für geistig und körperlich Behinderte sowie geschützten Werkstätten begonnen. Nach der Fertigstellung wurde Anfang 2001 das Heim für Behinderte aus dem Schloss Tulešice nach Tavíkovice verlegt; das weithin sichtbare dreiflügelige Gebäude prägt seitdem das Ortsbild. Auch das Schloss wurde Teil der Sozialfürsorgeeinrichtung für betreutes Wohnen. Beim Zensus von 2001 lebten in den 193 Häusern der Gemeinde 617 Personen, davon 530 Tavíkovice (147 Häuser) und 87 in Dobronice (46 Häuser). Der Schlossteich wurde 2004 revitalisiert.

## Gemeindegliederung
Die Gemeinde Tavíkovice besteht aus den Ortsteilen Dobronice und Tavíkovice, die zugleich auch Katastralbezirke sind. Zu Tavíkovice gehören außerdem die Einschichten Nový Mlýn und Vilímův Mlýn.

## Sehenswürdigkeiten
- Kirche der Jungfrau Maria, Mutter der Einheit der Christenheit, am Teich Kačíř am südlichen Ortsrand. Nachdem 1995 die Baugenehmigung für die Kirche erteilt worden war, weihte Papst Johannes Paul II. am 21. Mai 1995 bei seinem Besuch in Olmütz den Grundstein.[8] Die Baupläne stammen vom Architekten Jiří Mojžíš, der auch die Innenausstattung entwarf. Da die Finanzierung ausschließlich über Spenden erfolgte, wurde der Bau abschnittsweise entsprechend der vorhandenen Gelder errichtet. Am 1. Juni 1997 erfolgte die feierliche Grundsteinlegung. 1998 erhielt das Gebäude zum Schutz vor Wetterschäden eine Überdachung. Nach Aufrufen in der katholischen Presse gingen aus dem gesamten Land weitere Spenden ein, so dass das Dach des Hauptschiffes noch 1998 mit Kupferblech gedeckt werden konnte. Im Jahr darauf wurde die Bedachung vollendet und mit dem Einbau von Thermodoppelfenstern auch die Arbeiten an der Außenhaut abgeschlossen. Vollendet wurde der moderne Kirchenbau im Jahre 2002 und am 9. Mai durch Bischof Cikrle geweiht.
- Statue des hl. Johannes Nepomuk, sie stand ursprünglich in den Feldern bei Tavíkovice
- Schloss Tavíkovice, die seit dem 14. Jahrhundert nachweisbare Feste wurde zum Ende des 16. Jahrhunderts unter Georg Christoph Teuffel von Gundersdorf zu einem vierflügeligen Renaissanceschloss umgestaltet. Robert Goldschmidt ließ das Schloss, das von einem großen englischen Park, der mit den sich bis in das Rokytnátal hinziehenden Wäldern zusammenhing, zu Beginn des 20. Jahrhunderts zu einem eingeschossigen Palais umbauen. Goldschmidt wurde 1942 als Jude enteignet und ermordet. Seit den 1960er Jahren bis Mitte der 1990er Jahre wurde das Schloss als Internat der Berufsschule genutzt. Heute dient das Schloss als betreute Wohnanlage der Sozialfürsorge und ist mit Ausnahme des Parks nicht öffentlich zugänglich.[9] Im Schlosspark befindet sich eine Fontäne.
- Gedenkstein für die Gefallenen des Ersten Weltkrieges
- Vítězslav Nezval-Lehrpfad im Tal der Rokytná, angelegt 1962

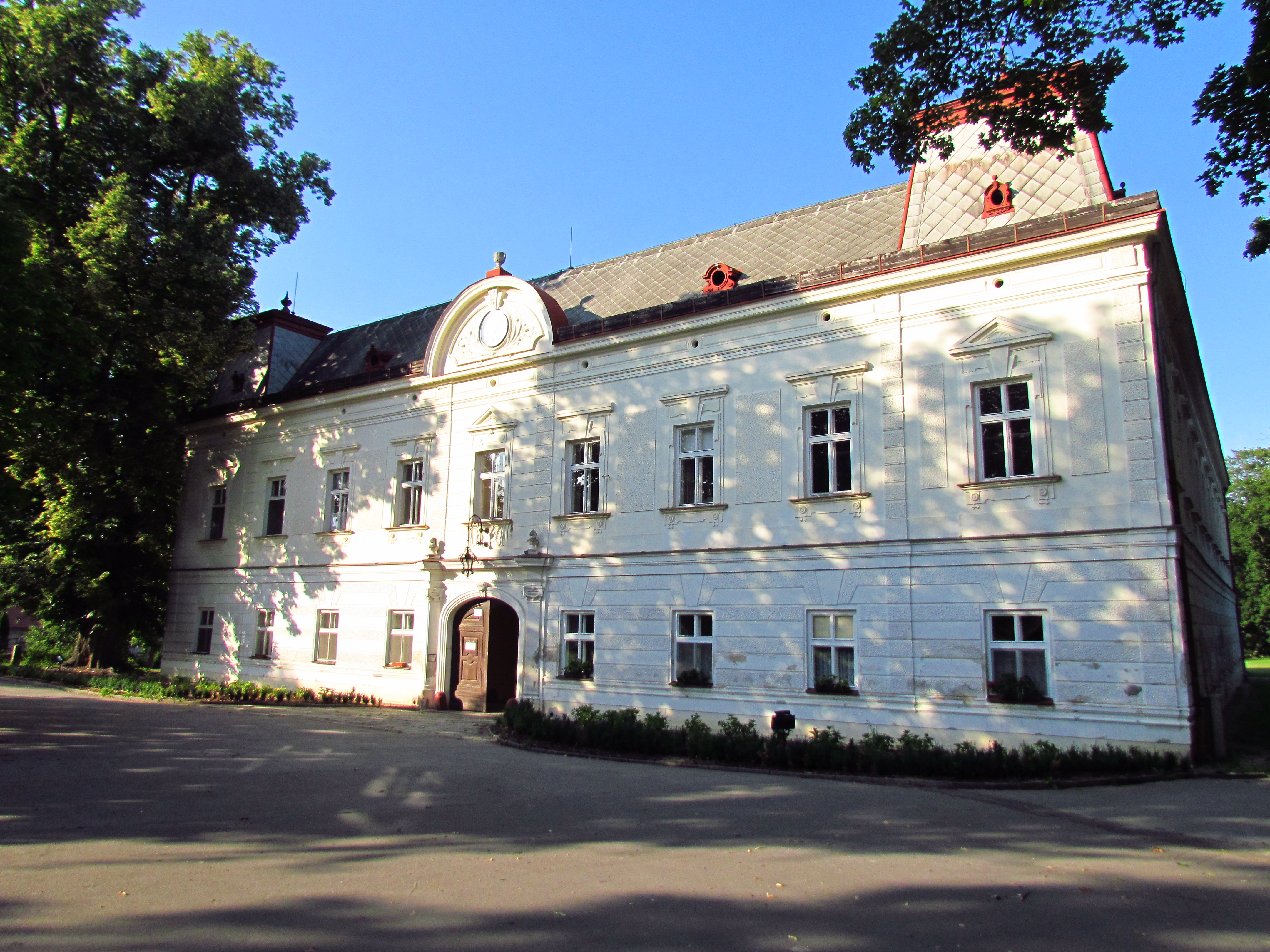
Schloss Tavíkovice
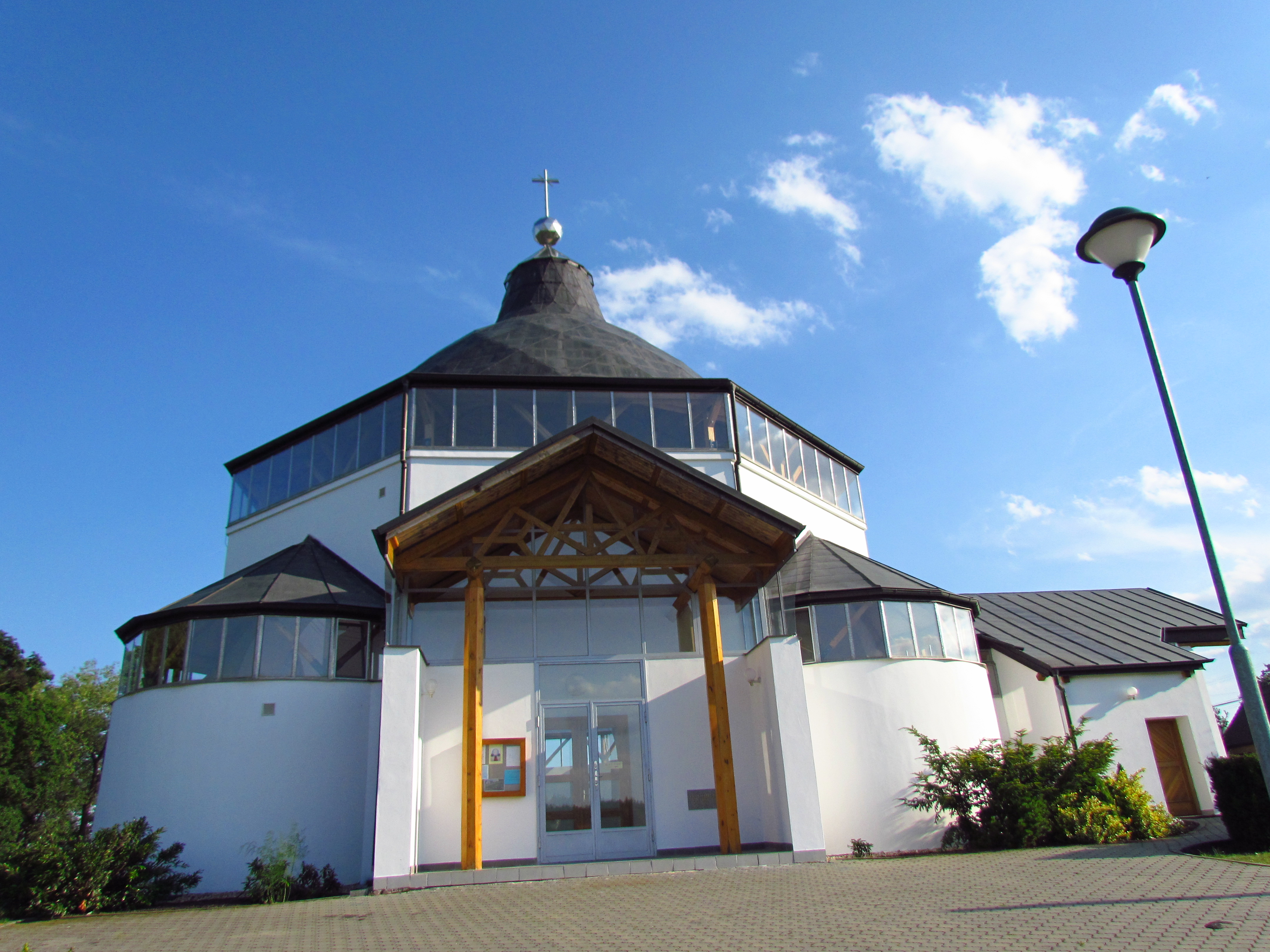
Marienkirche

## Söhne und Töchter der Gemeinde
- Ernst Goldschmidt (1906–1992), Kunsthistoriker und Verleger
- Nicholas Goldschmidt (1908–2004), Dirigent, Musikpädagoge, Pianist und Sänger